# Бохумила Грьогерова
Бохумила Грьогерова (на чешки: Bohumila Grögerová) е чешка преводачка, драматург, сценаристка, художничка на колажи, поетеса и писателка на произведения в жанра драма, лирика, радиопиеси, мемоари и детска литература.

## Биография и творчество
Бохумила Грьогерова е родена на 7 август 1921 г. в Прага, Чехословакия. Баща ѝ е военен, служил по време на Първата световна война в чехословашките легиони в Русия, по-късно военен адвокат и ръководител на съдебния отдел в Министерството на националната отбрана на Чехословакия, като накрая се пенсионира като главен прокурор на Чехословашката армия. Семейството се премества от Прага в Оломоуц (от 1923 г.), в Бърно (1926 – 1929 г.) и после обратно в Прага.
През 1942 г. завършва реалната девическа гимназия на Шарлот Гариг Масарик (1932 – 1940) и впоследствие едногодишно държавно училище за секретари. В периода 1942 – 1945 г. работи в „Sociální pomoc“ като секретар на чужд език. Там се запознава с Йозеф Хиршал, който по това време вече е женен. От май 1945 г. работи в отдела за пресата на Министерството на националната отбрана. През 1947 г. започва да учи чешка и руска филология във Факултета по изкуствата на Карловия университет, но след два семестъра прекратява следването си.
От 1951 г. работи към издателство „Naše vojsko“. През 1961 г. завършва библиотечен курс като чуждоезичен документалист. През 1972 г. след политическа проверка за съвместимост е уволнена, след което работи като редактор в Центъра за научна, техническа и икономическа информация. Пенсионира се през 1980 г. Живее през последните си години в кв. „Велеславин“ на Прага.
От средата на 50-те години тя пише книги за деца, превежда и си сътрудничи с Йозеф Хиршал. Публикува и в „Job-boj“, „Let let“ и „Trojcestí“. През 70-те години не ѝ е позволено да публикува и тя ползва чужди имена. Прави преводи на чешки от немски, английски и френски автори, сред които Еме Сезер, Йожен Йонеско, Сен-Джон Перс, Едгар Алън По, Кристиан Моргенщерн, Макс Бензе, Ернст Яндъл и Фридерике Майрьокер.
Авторка е на експерименталната проза „Meandry“ и на две книги с мемоари – „Branka z pantů“ (Порта с панта) и „Čas mezi tehdy a teď ” (Време между тогава и сега).
През 2009 г. стихосбирката ѝ „Ръкопис“ печели престижната чешка литературна награда „Магнезия Литера“ в категорията „Поезия и книга на годината“. Същата година чешкия ПЕН клуб я удостоява с награда за цялостно творчество. Носителка е и на наградите „Том Стопард“ (1986) и наградата „Йозеф Юнгман“ (1993, 2000).
Тя има две дъщери – Михаела Якобсенова, която е преводачка от немски език, и Бохумила Лимова, която е преводачка на английска и испанска художествена литература.
Бохумила Грьогерова умира на 21 август 2014 г. в Прага, Чехия.

## Произведения
- O podivné záhadě na poštovním úřadě (1962) – с Йозеф Хиршал
- Co se slovy všechno poví (1964) – с Йозеф Хиршал
- Čtyři básně (1965) – с графичния художник Алоис Чвала
- JOB-BOJ (1967) – с Йозеф Хиршал
- Trojcestí (1991) – с Йозеф Хиршал
- Let let I–III (1993 – 1994) – с Йозеф Хиршал
- Meandry (1996)
- Branka z pantů (1998) – мемоари
- Čas mezi tehdy a teď (2004) – мемоари
- Klikyháky paměti (2005) – интервю с Радим Копач
- Rukopis (2009) – поезия, награда „Магнезия Литера“ и книга на годината